# Повстання мусульманських рабів на Мальті
Повстання мусульманських рабів на Мальті (мальт. il-konġura tal-ilsiera або il-konfoffa tal-ilsiera) - невдала змова мусульманських рабів на Мальті під владою госпітальєрів з метою повстання, убивства великого магістра Мануеля Пінто да Фонсека та захоплення острова. Повстання мало відбутися 29 червня 1749 року, але плани просочилися до ордену ще до його початку; змовників заарештували, а більшість з них пізніше стратили. 

## Історія

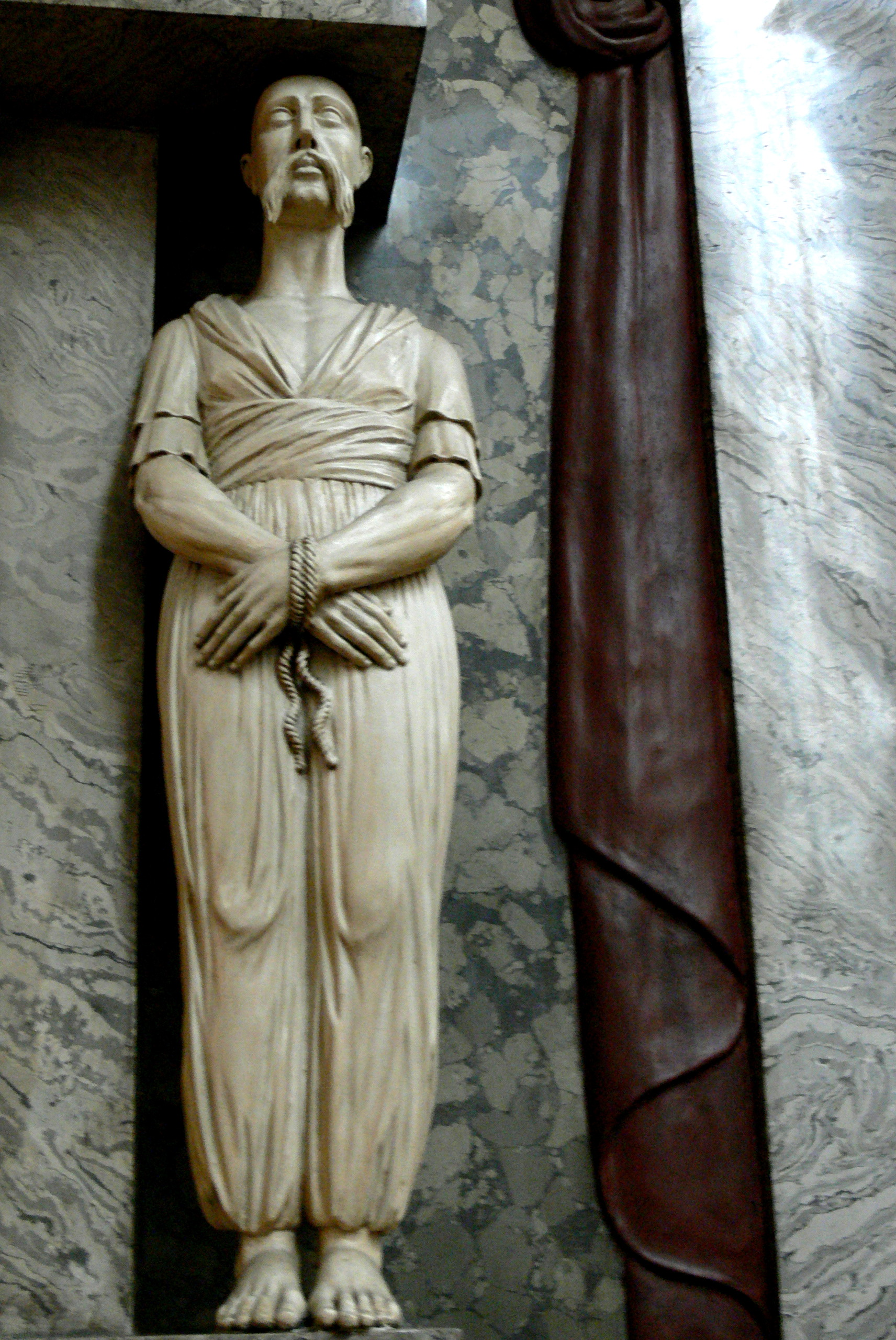
Статуя «полоненого турка» в Мальтійській церкві у Відні

У середині XVIII століття Мальта, якою керували госпітальєри, поневолила близько 9000 мусульман.  Їм надали свободу віросповідання, дозволили збиратися для молитов.  Хоча закони забороняли їм взаємодіяти з мальтійським народом, вони не виконувалися регулярно. Деякі раби також працювали купцями, і іноді їм дозволялося продавати свої товари на вулицях і площах Валлетти. 
У лютому 1748 року угорські, грузинські та мальтійські раби на борту османського корабля «Лупа» повстали, взявши в полон 150 османів, у тому числі Мустафу, пашу (тобто «володаря» або «губернатора») Родосу. Вони відпливли на захопленому кораблі на Мальту, а в’язні були поневолені. Мустафа був поміщений під домашній арешт за наполяганням Франції через франко-османський альянс і зрештою був звільнений. Він прийняв християнство й одружився з мальтійкою, тому йому дозволили залишитися на Мальті. 

## Змова

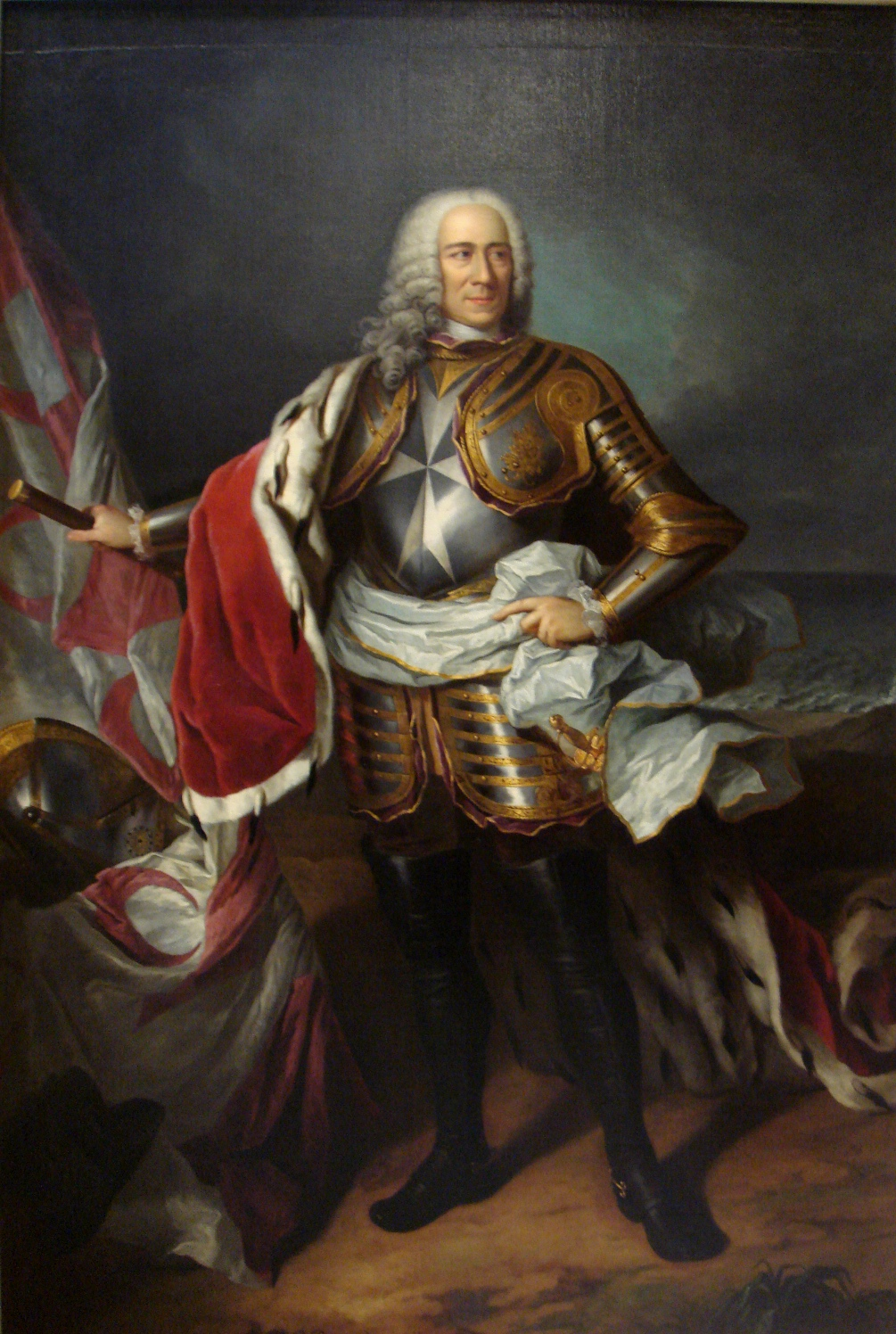
Мануель Пінто да Фонсека

Мустафа планував організувати повстання рабів 29 червня 1749 року. Цього дня було свято святих Петра і Павла (мальт. L-Imnarja ), а бенкет мав відбутися в палаці гросмейстера у Валлетті. Раби повинні були отруїти їжу на бенкеті, а також в обержах та інших палацах.  Після бенкету невелика група рабів убила великого магістра Мануеля Пінту да Фонсеку уві сні, а 100 палацових рабів здолали охорону. Потім вони нападуть на в'язницю рабів, щоб звільнити мусульман, що залишилися, тоді як інші повинні були напасти на форт Сент-Ельмо та забрати зброю зі збройових складів. Османські беї Тунісу, Тріполі та Алжиру мали надіслати флот, який мав вторгнутися на Мальту після отримання сигналу від повстанців. 

## Викриття та наслідки
Змова була виявлена 6 червня, за три тижні до того, як вона мала відбутися.  Троє невільників зібралися у кав'ярні на Страда делла Фонтана (вулиця Святого Крістофера) у Валлетті, поруч з в'язницею для рабів, з метою отримати підтримку мальтійського стража великого магістра, але розпочали суперечку. Власник магазину на ім'я Джузеппе Коен, вловив, як вони обговорювали повстання, і передав цю інформацію Великому Магістру. Трьох невільників затримали, і після тортур вони розкрили деталі свого замислу. 
Лідерів згодом заарештували, а 38 із них судили й стратили. Деякі змовники навернулися і попросили охриститися безпосередньо перед вбивством. Сто двадцять п'ять інших були повішені на Палацовій площі у Валлетті , тоді як вісім були позначені літерою R (для італ. ribelli ) на лобі, і були засуджені на галери довічно.  За наполяганням Франції Мустафа-паша, який стояв за повстанням, не був страчений, а був доставлений назад на Родос на французькому судні. 

## Наслідки

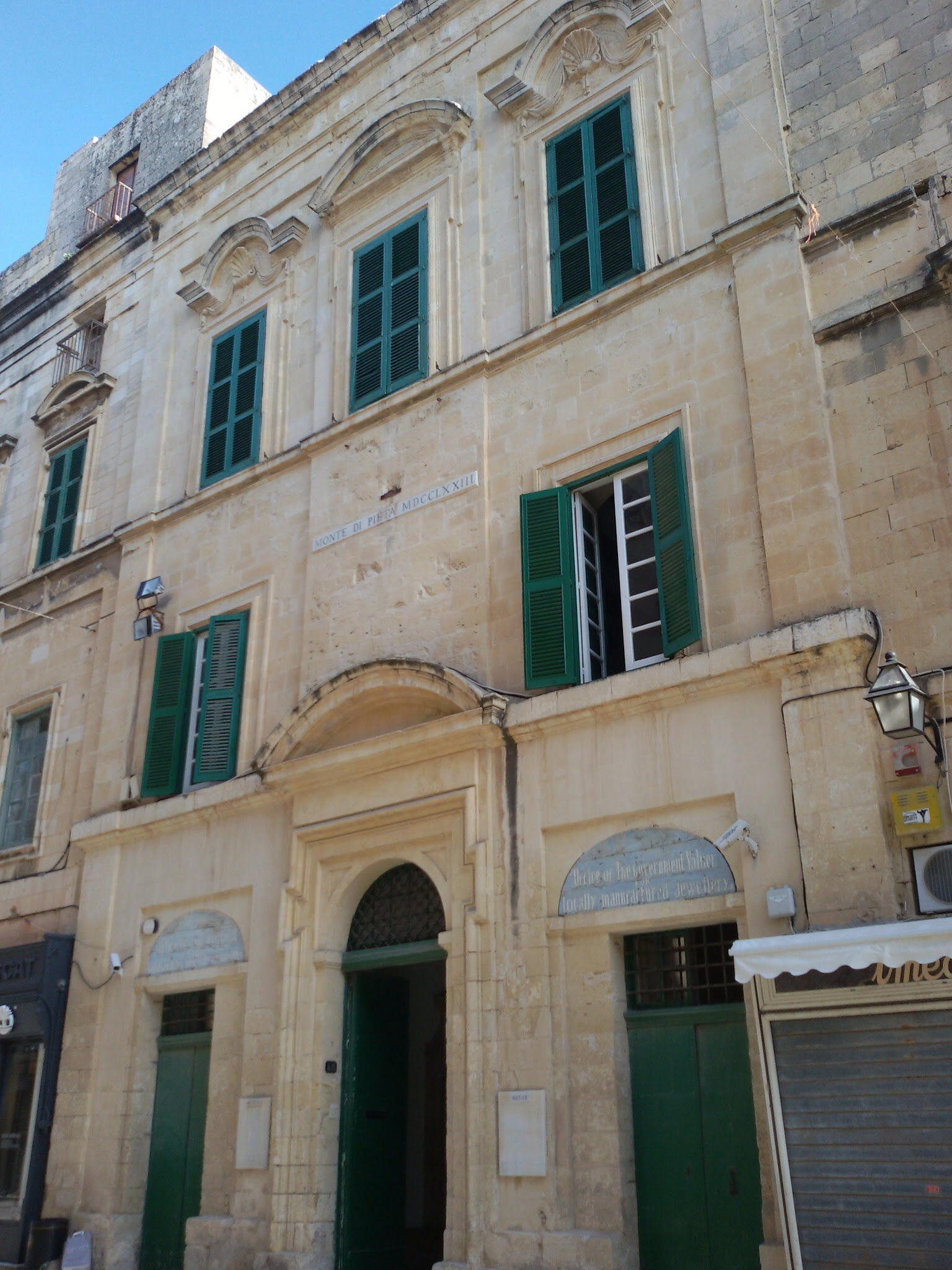
Будинок у Валлетті, який отримав Джузеппе Коен в нагороду за розкриття змови. З 1773 року в будівлі розташовується Monte di Pietà.

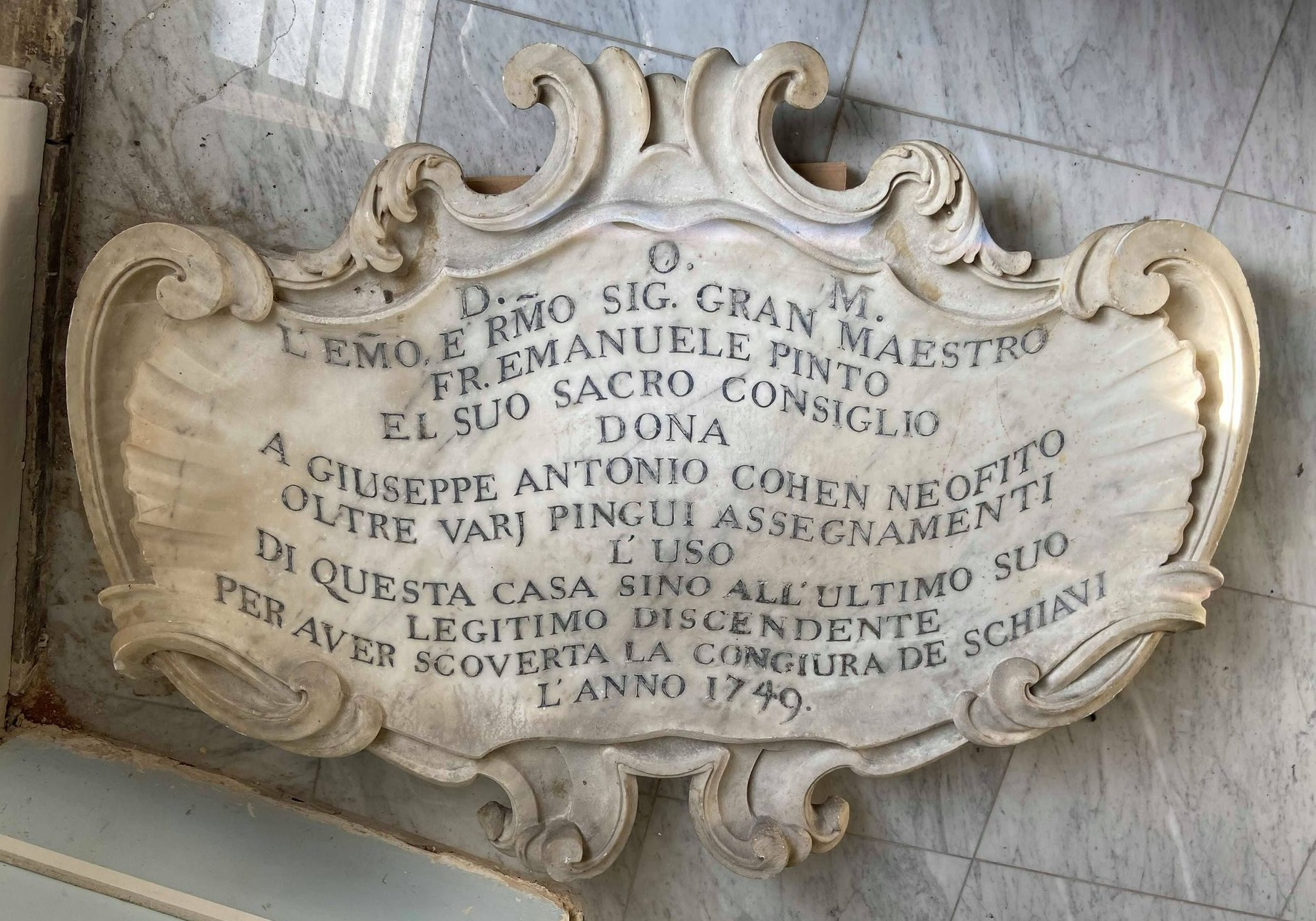
Табличка над дверима будинку Джузеппе Коена зараз у складі Національного музею археології.

Після зриву змови великий магістр Пінто доповів про події своїм послам у Європі. Закони, що обмежують пересування рабів, були посилені. Вони не могли виходити за межі міста і не повинні були наближатися до будь-яких укріплень. Їм не дозволяли збиратися ніде, крім своєї мечеті, і спати мали лише у рабській в’язниці. Їм не можна було носити зброю чи ключі від урядових будівель. 
Коен, який розкрив план, отримав щорічну пенсію в розмірі 300 скуді зі скарбниці ордену та ще 200 скуді від Університету Валлетти.  Коен також отримав будинок у Валлетті, який раніше був резиденцією університету, поки він не переїхав до нового приміщення в 1721 році. Будинок залишався у сім'ї Коен до 1773 року, коли вони отримали ануїтет, і будівлю зайняли Monte di Pietà. 

## В літературі
Вірш Fuqek Nitħaddet Malta («Я говорю про тебе, Мальто»), ранній зразок мальтійської літератури, був написаний анонімним автором через кілька років після спроби повстання. 
У 1751 році Джованні П’єтро Франческо Агіус де Солданіс опублікував Mustafà Bassà di Rodi schiavo in Malta, o sia la di lui congiura all'occupazione di Malta descritta da Michele Acciard про змову. Він опублікував її під псевдонімом Мікеле Акк’яр, італієць, якого де Сольданіс зустрів під час своїх подорожей (хоча деякі документи свідчать про те, що Акк’яр насправді також брав участь у її написанні).  Книга викликала значні суперечки, оскільки вона критикувала орден і відстоювала права мальтійців. Це призвело до того, що його заборонили на Мальті, і де Солданісу довелося поїхати до Риму, щоб захистити себе перед папою Бенедиктом XIV. Він повернувся в 1752 році, і Пінто його пробачив. 
У 1779 році П’єтро Андолфаті написав п’єсу про повстання під назвою La congiura di Mustafa Bassa di Rodi contro i cavalieri Maltesi: ovvero le glorie di Malta (Змова Мустафи-паші Родоського проти лицарів Мальти, або слава Мальти). 